# Кельтознавство

Кельтські народи, де зараз зосереджено більшість носіїв кельтської мови

Кельтознавство або кельтологія — це академічна дисципліна, яка займається вивченням будь-якого виду культурної продукції, що стосується кельтськомовних народів (тобто носіїв кельтських мов). Це варіюється від лінгвістики, літератури та історії мистецтва, археології та історії, зосереджуючись на вивченні різних кельтських мов, живих і вимерлих. Основними сферами уваги є шість кельтських мов, які зараз використовуються: ірландська, шотландська гельська, менська, валлійська, корнська та бретонська.
Як університетський предмет, він викладається в ряді університетів, більшість із яких в Ірландії, Великобританії чи Франції, а також у Сполучених Штатах, Канаді, Австралії, Німеччині, Польщі, Австрії та Нідерландах.

## Історія
Письмові дослідження кельтів, їх культур і мов сягають класичних грецьких і латинських оповідань, можливо, починаючи з Гекатея в 6 столітті до нашої ери і найвідоміші через таких авторів, як Полібій, Посідоній, Павсаній, Діодор Сицилійський, Юлій Цезар і Страбон. Сучасні кельтознавчі дослідження виникли в 16-му та 17-му століттях, коли багато з цих класичних авторів були заново відкриті, опубліковані та перекладені.
Науковий інтерес до кельтських мов виріс із порівняльного та історичного мовознавства, яке само по собі зародилося наприкінці 18 століття. У 16 столітті Джордж Б'юкенен вивчав гоідельські мови. Перший великий прорив у кельтській лінгвістиці стався з публікацією Archaeologia Britannica (1707) валлійським вченим Едвардом Луйдом, який першим визнав, що галльська, британська та ірландська належать до однієї мовної сім'ї. Він також опублікував англійську версію дослідження Поля-Іва Пезора з галлської.
У 1767 році Джеймс Парсонс опублікував своє дослідження «Залишки Яфета», яке було історичним дослідженням спорідненості та походження європейських мов. Він порівняв лексикон ірландської та валлійської мов із 1000 слів і дійшов висновку, що спочатку вони були однаковими, а потім порівняв числівники в багатьох інших мовах.
Другий великий крок уперед був зроблений, коли англієць сер Вільям Джонс постулював, що санскрит, грецька, латинська та багато інших мов, включаючи «кельтську», походять від спільної мови предків. Цю гіпотезу, опубліковану в «Мові санскриту» (1786), згодом визнали як відкриття індоєвропейської мовної сім'ї, з якої виросла галузь індоєвропеїстики. Кельтські мови були остаточно пов'язані з індоєвропейською сім'єю протягом 19 століття.
Незважаючи на те, що новаторська гіпотеза Джонса надихнула численні лінгвістичні дослідження, частиною яких були кельтські мови, лише після монументальної Grammatica Celtica Йоганна Каспара Зейсса (том 1, 1851; том 2, 1853) було досягнуто справді значного прогресу. Написана латинською мовою, ця робота спирається на найдавніші давньоірландські, середньоваллійські та інші кельтські першоджерела для побудови порівняльної граматики, яка була першою, яка заклала міцну основу для кельтської лінгвістики. Серед інших досягнень Зейсс зміг розшифрувати староірландське дієслово.

## Кельтознавство в німецькомовному світі та Нідерландах
Вважається, що німецька кельтологія (Keltologie) заснована Йоганном Каспаром Зейссом (1806—1856). 1847 року він був призначений професором лінгвістики в Мюнхенському університеті імені Людвіга Максиміліана. До середини 19-го століття кельтознавство розвивалося переважно як розділ лінгвістики. Франц Бопп (1791—1867) провів подальші дослідження порівняльного мовознавства, щоб пов'язати кельтські мови з протоіндоєвропейською мовою. Йому приписують те, що він остаточно довів, що кельтська мова є гілкою індоєвропейської мовної сім'ї. З 1821 по 1864 рік він працював професором східної літератури та загального мовознавства в Берліні. 
У 1896 році Куно Майєр і Людвіг Крістіан Штерн заснували Журнал кельтської філології (Zeitschrift für celtische Philologie), перший науковий журнал, присвячений виключно аспектам кельтських мов і літератури, який існує й сьогодні. У другій половині століття значний внесок зробив сходознавець Ернст Віндіш (1844—1918). Він тримав кафедру санскриту в Лейпцизькому університеті; але найбільше він відомий своїми численними публікаціями в галузі кельтології. 1901 року сходознавець і кельтолог Генріх Циммер (1851—1910) отримав посаду професора кельтських мов в Університеті Фрідріха Вільгельма в Берліні, першу посаду такого роду в Німеччині. 1911 року за ним пішов Куно Меєр (1858—1919), який, окрім численних публікацій у цій галузі, брав активну участь у русі за незалежність Ірландії. 
Одним з найважливіших німецькомовних кельтистів є швейцарський вчений Рудольф Турнейзен (1857—1940). Учень Віндіша і Циммера, Турнейзен був призначений на кафедру порівняльного мовознавства Фрайбурзького університету в 1887 році; він змінив еквівалентну кафедру в Боннському університеті в 1913 році. Його значущість пояснюється його роботою над староірландською мовою. Для своєї майстерної роботи Handbuch des Altirischen («Довідник староірландської мови», 1909), перекладеної англійською як A Grammar of Old Irish, він знайшов і проаналізував безліч староірландських рукописів. Його робота вважається основою для всіх наступних досліджень староірландської мови. 
У 1920 році Юліус Покорний (1887—1970) був призначений завідувачем кафедри кельтських мов Берлінського університету імені Фрідріха Вільгельма. Незважаючи на його підтримку німецького націоналізму та католицької віри, нацисти змусили його залишити посаду через його єврейське походження. Згодом він емігрував до Швейцарії, але повернувся до Німеччини в 1955 році, щоб викладати в Мюнхенському університеті імені Людвіга Максиміліана. У Берліні його наступником у 1937 році став Людвіг Мюльгаузен, відданий нацист. 
Після Другої світової війни німецькі кельтознавчі дослідження відбувалися переважно в Західній Німеччині та Австрії. Дослідження в цій галузі тривали у Фрайбурзі, Бонні, Марбурзі, Гамбурзі, а також у Інсбруку; однак незалежна професорська посада з кельтології ніде не була заснована. У цей період Ганс Гартманн, Генріх Вагнер і Вольфганг Мейд зробили помітний внесок у наукове розуміння меж кельтського мовного ареалу та розташування батьківщини кельтських народів. Берлінська кафедра кельтських мов не була зайнята з 1966 року. 
Сьогодні кельтські студії викладають лише в кількох німецьких університетах, включаючи університети Бонна, Тріра, Мангейма, Університет Йоганна Гутенберга в Майнці та Університет Філіпса в Марбурзі. Його також викладають у Віденському університеті. Лише Марбург, Відень і Бонн зберігають офіційні програми навчання, але, як правило, як підрозділ порівняльної чи загальної лінгвістики. Тільки Марбург пропонує магістерський курс саме з кельтських досліджень. З 1990-х років у колишніх центрах Фрайбурга, Гамбурга чи Берліна не проводилося жодного дослідження з кельтології. Остання кафедра кельтології Берлінського університету імені Гумбольдта була скасована в 1997 році. 
Єдина кафедра кельтології e континентальній Європі знаходиться в Утрехтському університеті (Нідерланди). Вона була заснована у 1923 році, коли кельтські дослідження були додані до кафедри германістики на спеціальне прохання її нового професора Антона Герарда ван Хамеля.

## Кельтознавство в Ірландії

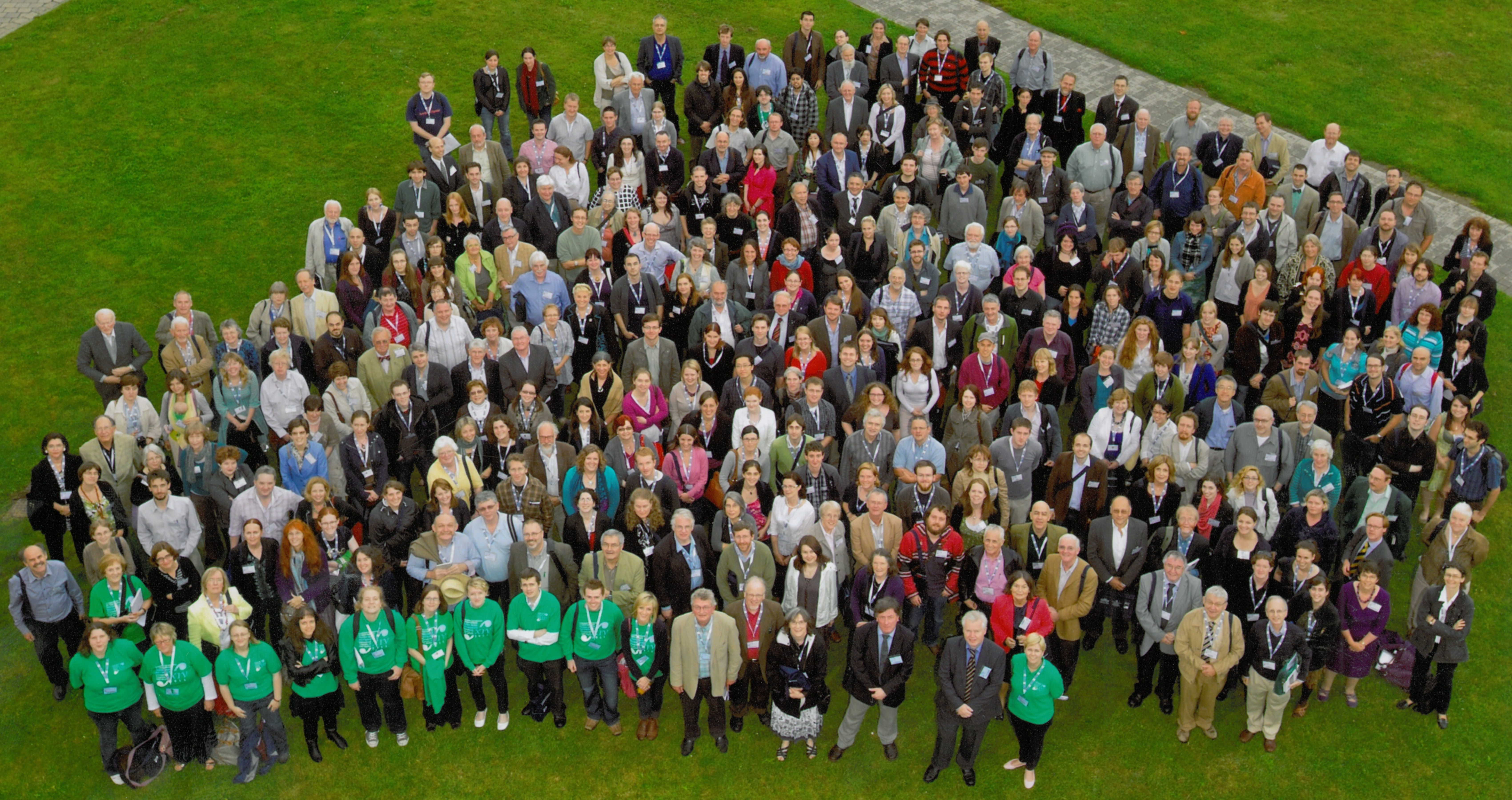
Науковці на XIV Міжнародному конгресі кельтських студій, Мейнут, 2011

Кельтські дослідження викладаються в університетах Північної Ірландії та Республіки Ірландія. Ці дослідження охоплюють мову, історію, археологію та мистецтво. Крім того, ірландська мова більшою чи меншою мірою викладається в школах по всьому острову Ірландія.
Початок вивчення кельтології як університетського предмету в Ірландії можна віднести до призначення Юджина О'Каррі професором ірландської історії та археології в Католицькому університеті Ірландії в 1854 році. Кельтські студії або як повні кельтські студійні програми, або як ірландські мовні програми, тепер пропонуються в Національному університеті Ірландії, Голвей, Університетському коледжі Корка, Університетському коледжі Дубліна (інституція-спадкоємець Католицького університету), Національному університеті Ірландії, Мейнут, Трініті-коледж Дубліна, Університет Лімерика, Коледжі Непорочної Марії, Лімерик, Дублінському міському університеті, Королівському університеті Белфасту та Ольстерському університеті. Дублінський інститут перспективних досліджень (DIAS), школа кельтських досліджень, є дослідницькою установою, але не присуджує ступенів. DIAS та Ірландська королівська академія є провідними видавцями досліджень кельтології, включаючи журнали Celtica та Ériu.

## Кельтські дослідження у Великій Британії та на острові Мен
Кельтські дослідження викладаються в університетах Англії, Уельсу, Шотландії та Північної Ірландії. Ці дослідження охоплюють мову, історію, археологію та мистецтво. Крім того, кельтські мови більшою чи меншою мірою викладаються в школах Уельсу, Шотландії, Північної Ірландії, Корнуолла та острова Мен.
Формальне вивчення кельтології в британських університетах наприкінці дев'ятнадцятого століття дало початок заснуванню кафедр сером Джоном Рісом, першим професором кельтської мови в Оксфордському університеті в 1874 році, і Дональдом Маккінноном, першої кафедри кельтської мови в Единбурзькому університеті, 1882 рік. Інститути Сполученого Королівства, які мають факультети та курси кельтології, це: університети Абердіна, Аберіствіту, Бангора, Кембриджа, Кардіффа, Единбурга, Ексетера (в якому розміщено Інститут корнуолських досліджень), Глазго, Оксфорда, Свонсі, Трініті-Сент-Девідс, Королівський університет Белфаста, Університет Ольстера, Університет Хайлендс і островів і Уельський університет, Центр поглиблених досліджень Валлійської мови та кельтів. 2017 року п'ять найкращих програм/факультетів, які присуджують дипломи:
1. Кафедра англосаксонської, скандинавської та кельтської мови в Кембриджському університеті
2. Валлійська та кельтська мова в Бангорському університеті
3. Валлійська та кельтська мова в Кардіфському університеті
4. Кельтська та гельська мови в Університеті Глазго[12]
5. Ірландська мова і кельтознавство в Університеті Квінс, Белфаст.

Основним спонсором докторантури з кельтських студій у Великобританії є Центр підготовки докторантів із кельтських мов, який фінансується AHRC, який приймав аспірантів у період 2014—2019 роках. CDT з кельтських мов здійснюється через кельтську та гельську мови в Університеті Глазго, а його директоркою є професорка Кетрін Форсайт.

## Кельтознавство в Північній Америці
У Північній Америці кельтські вчені та студенти професійно представлені Асоціацією кельтських досліджень Північної Америки.

### В Канаді
Кілька університетів Канади пропонують деякі курси кельтології, тоді як лише два університети пропонують повний ступінь бакалавра, а також курси для магістратури. Коледж Св. Михайла при Університеті Торонто та Університет Св. Франциска Ксаверія пропонують єдиний у своєму роді ступінь бакалавра в Канаді з подвійним фокусом на кельтській літературі та історії, тоді як Папський інститут середньовічних досліджень при Університеті Торонто пропонує курси післядипломного рівня через їхній Центр середньовічних досліджень разом з Університетом Св. Франциска Ксаверія.
Інші канадські університети, які пропонують курси з кельтських, шотландських чи ірландських досліджень, включають Кейп-Бретонський університет, Університет Святої Марії, Галіфакс, Університет Саймона Фрейзера, Університет Гвельфа та Університет Оттави.

### У Сполучених Штатах Америки
У Сполучених Штатах Гарвардський університет відомий своєю докторською програмою з кельтознавства. Кельтські студії також пропонуються в університетах Вісконсіна-Мілуокі, Каліфорнії — Берклі, Каліфорнії — Лос-Анджелеса, Бард-коледжу та багатьох інших, включаючи програми, в яких студент може додатково спеціалізуватись, як у коледжі Чарлстона. Деякі аспекти кельтології можна вивчати через програми ірландських досліджень, наприклад, в Університеті Нотр-Даму.

## Кельтознавство у Франції
У 1804 році була заснована Кельтська академія <i>(Académie Celtique</i>) з метою дослідити галльське минуле французького народу. Франція також випустила перший науковий журнал, присвячений кельтології, Кельтський огляд (Revue Celtique). Кельтський огляд був вперше опублікований в 1870 році в Парижі і видавався до смерті останнього редактора Джозефа Лота в 1934 році. Після цього він продовжував видаватись під назвою Кельтські дослідження (Études Celtiques).
Університет Західної Бретані (Брест) пропонує дворічний міжнародний магістерський курс, сертифікований Європейським Союзом, під назвою «Кельтські мови та культури в контакті». Він є частиною Центру бретонських і кельтських досліджень (CRBC). Крім того, Університет Західної Бретані щороку в червні організовує пов'язану із цією магістерською програмою інтенсивну двотижневу літню школу з вивчення бретонської мови та вивчення культурної спадщини. Ця літня школа також спонсорується CRBC і збирає вчених з усього світу, які цікавляться кельтськими (і меншинними) мовами та культурами, щоб вивчати бретонську, найменш відому з нині існуючих кельтських мов.

## Кельтські дослідження в інших місцях
Кельтські студії також викладаються в інших університетах Європи, зокрема в Карловому університеті в Празі (Чехія), Познаньському університеті (Польща), Люблінському католицькому університеті Івана Павла II (Польща), Московському державному Університеті (Росія), Упсальському університеті (Швеція).
Ірландські студії викладаються в Університеті Бургоса (Іспанія) та Університеті Ла-Корунья (Галісія). В Галісіі також є свій Інститут кельтології.
Кельтські дослідження викладаються як на бакалавраті, так і в аспірантурі в Сіднейському університеті (Австралія), де також проводиться Австралійська конференція з кельтських досліджень.

## Міжнародний конгрес кельтології
Міжнародний конгрес кельтських студій є провідною науковою конференцією в галузі кельтських студій і проводиться кожні чотири роки. Вперше він відбувся в Дубліні в 1959 році. 2015 року в Університеті Глазго відбувся XV Міжнародний конгрес кельтології. 2019 року XVI ICCS відбувся в Бангорському університеті, а XVII ICCS відбудеться в Утрехтському університеті в 2023 році.

## Напрями кельтознавства
- Археологія
- Лінгвістика та філологія (історичне мовознавство)
- Етнологія
- Фольклор
- історія
- Література
- Ономастика (Топоніміка)
- Релігієзнавство (див. Кельтське християнство)
- Політологія

## Видатні кельтологи
- Осборн Бергін (1873—1950)
- Д. А. Бінчі (1899—1989)
- Британець Ліам
- Рейчел Бромвіч (1915—2010)
- Джон Кері (кельтист)
- Нора Чедвік (1891—1972)
- Томас Оуен Кленсі
- Енн Дулі
- Маарт'є Драак (1907—1995)
- Томас Чарльз-Едвардс (нар. 1943)
- Пітер Берресфорд Елліс (нар. 1943)
- Крістіан Елюер (нар. 1946)
- Елліс Еванс (1930—2013)
- Робін Флавер (1881—1946)
- Кетрін Форсайт
- Сер Ідріс Фостер (1911—1984)
- Джон Фрейзер (1882—1945)
- Річард Гендал (1924—2017)
- Кен Джордж
- Р. Герайнт Ґруффід (1928—2015)
- Антон Герард ван Хамель (1886—1945)
- Маргарет Хейкок
- Мері Герберт
- Кетлін Хьюз (1926—1977)
- Кеннет Герлстоун Джексон (1909—1991)
- Генрі Дженнер (1848—1934)
- Боббі Джонс (1929—2017)
- Раймунд Карл (нар. 1969)
- Фергус Келлі
- Елеонор Нотт (1886—1975)
- Олександр Макбейн (1855—1907)
- Френсіс Мак Кана
- Бернхард Майєр (нар. 1963)
- Ранко Матасович (нар. 1968)
- Кім Маккоун (нар. 1950)
- Джон Маккірнан (1915—2004)
- Куно Меєр (1858—1919)
- Джон Морріс-Джонс (1864—1929)
- Роберт Мортон Ненс (1873—1959)
- Máirín Ní Dhonnchadha
- Máire Ní Maonaigh
- Майкл Ньютон
- Дункан О Коррейн
- Брайан О Куів
- Брендан О Мадагейн (1932—2020)
- Роберт О'Маолай (нар. 1966)
- Сесіль О'Рахіллі (1894—1980)
- Т. Ф. О'Рахіллі (1883—1953)
- Морфід Е. Оуен
- Юлій Покорний (1887—1970)
- Сер Джон Ріс (1840—1915)
- Пітер Шрайвер (нар. 1963)
- Айлбе Мак Самхран (1954—2011)
- Патрік Сімс-Вільямс (нар. 1949)
- Марі-Луїза Шьостедт (1900—1940)
- Вітлі Стокс (1830—1909)
- Браян Стоуелл (1936—2019)
- Томас Тейлор (1858—1938)
- Дерік Томсон (1921—2012)
- Рудольф Турнейсен (1857—1940)
- Келверт Воткінс (1933—2013)
- Гленмор Вільямс (1920—2005)
- Сер Іфор Вільямс (1881—1965)
- Джей Е. Кервін Вільямс (1912—1999)
- Ніколас Вільямс (нар. 1942)
- Ернст Віндіш (1844—1918)
- Вініфред Вульф (1895—1946)
- Йоганн Каспар Зейсс (1806—1856)
- Генріх Циммер (1851—1910)

## Відомі наукові журнали
- Zeitschrift für Celtische Philologie (ZCP), 1896, Галле.
- Revue Celtique (RC), 1870 р., Париж; продовжено після 1934 року Études celtiques.
- Еріу 1904 р., Дублін.
- Бюлетень Ради кельтських досліджень (BBCS), заснований у 1921 р., Кардіфф; об'єдналася з Studia Celtica в 1993 році.
- Études Celtiques (EC), 1936, Париж.
- Celtica. Журнал Школи кельтських досліджень , останнє 1949, Дублін.
- Studia Celtica, заснування 1966, Кардіфф.
- Éigse. Журнал ірландських досліджень , останнє 1939, Дублін.
- Кембрійські середньовічні кельтські дослідження (CMCS), оцінка 1993 р., Аберіствіт; раніше Кембриджські середньовічні кельтські дослідження.
- періція. Журнал середньовічної академії Ірландії , Корк.

## Премія Дерека Аллена
Премію Дерека Аллена, яку щорічно присуджує Британська академія з 1977 року, присуджують по черзі між кельтознавством, нумізматикою та музикознавством. Серед останніх переможців у галузі кельтології: професорка Мері Герберт (2018), проф. П'єр-Ів Ламбер (2015) і проф. Фергюс Келлі (2012). Професорка Герберт є першою жінкою-кельтологом, удостоєною цієї премії.

## Загальні довідники
- Busse, Peter E. «Zeitschrift für celtische Philologie". У кельтській культурі. Історична енциклопедія під ред. Дж. Т. Кох. 5 томів: том. 5. Санта-Барбара та ін., 2006. стор. 1823 рік.

## Подальше читання
- Браун, Теренс (ед.). Кельтизм. Studia imagologica 8. Амстердам: Родопи, 1996.
- Фішер, Йоахім і Джон Діллон (ред.). Листування Майлза Діллона, 1922—1925: ірландсько-німецькі відносини та кельтські дослідження. Дублін: Чотири суди, 1999.
- Хатер, Андреас. "' In Politik verschieden, in Freundschaft wie immer»: німецький кельтолог Куно Майєр і Перша війна". У Перша світова війна як зіткнення культур, ред. Фред Бріджем. Columbia (SC): Camden House, 2006. стор. 231–44.ISBN 1-57113-340-2
- Кох, Джон Т. «Кельтські дослідження». У Столітті британської медієвістики, ред. Алан Дейермонд. Монографії до сторіччя Британської академії. Оксфорд: Oxford University Press, 2007. стор. 235–61.ISBN 978-0-19-726395-2. Запис RHS
- О Луінг Шон. Кельтознавство в Європі та ін. Дублін: Geography Publications, 2000.
- Шнайдерс, Марк і Кіс Велентурф. Кельтознавство в Нідерландах: бібліографія. Дублін: DIAS, 1992.
- Уайлі, Ден. «Кельтські дослідження, рання історія поля». У кельтській культурі: історична енциклопедія, ред. Дж. Т. Кох. Санта-Барбара та ін., 2006.